# Вишнёвский сельсовет (Алтайский край)
Вишнёвский сельсовет — муниципальное образование со статусом сельского поселения и административно-территориальное образование в Рубцовском районе Алтайского края России. Административный центр — село Вишнёвка.

## Население
| 1997 | 1998 | 1999 | 2000 | 2001 | 2002 | 2003 | 2004 | 2005 |
| ---- | ---- | ---- | ---- | ---- | ---- | ---- | ---- | ---- |
| 767  | →767 | ↘754 | ↘746 | ↘729 | ↘698 | ↘684 | ↘677 | ↗681 |
| 2006 | 2007 | 2008 | 2009 | 2010 | 2011 | 2012 | 2013 | 2014 |
| ↘666 | ↗689 | ↘681 | ↘573 | ↘572 | ↘570 | ↗571 | ↘561 | ↘553 |
| 2015 | 2016 | 2017 | 2018 | 2019 | 2020 | 2021 |      |      |
| ↘546 | ↘540 | ↘534 | ↘532 | ↘506 | ↘504 | ↘492 |      |      |

По результатам Всероссийской переписи населения 2010 года, численность населения муниципального образования составила 572 человека, в том числе 270 мужчин и 302 женщины.

## Состав сельского поселения
В состав сельского поселения входят 2 населённых пункта:
| № | Населённый пункт        | Тип населённого пункта       | Население |
| - | ----------------------- | ---------------------------- | --------- |
| 1 | VI Конгресса Коминтерна | посёлок                      | ↗196      |
| 2 | Вишнёвка                | село, административный центр | ↘365      |